# Asan
För andra betydelser, se Asan (olika betydelser).
Asan (hangul 아산시, hanja 牙山市) är en stad i provinsen Södra Chungcheong i Sydkorea. Invånarantalet var 333 101 i slutet av 2020, varav 130 506 invånare bodde i själva centralorten Onyang-dong.

## Administrativ indelning
Centralorten Onyang-dong är indelad i sex administrativa stadsdelar: Onyang1-dong, Onyang2-dong, Onyang3-dong, Onyang4-dong, Onyang5-dong och Onyang6-dong.
Kommunens ytterområde är indelat i två köpingar (eup) och nio socknar (myeon): 
Baebang-eup,
Dogo-myeon,
Dunpo-myeon,
Eumbong-myeon,
Inju-myeon,
Seonjang-myeon,
Sinchang-myeon,
Songak-myeon,
Tangjeong-myeon,
Yeomchi-eup och
Yeongin-myeon.